# Amhrán na bhFiann
Amhrán na bhFiann (em irlandês: Amhrán na bhFiann, em inglês: The Soldier's Song; em português: A Canção do Soldado) é uma canção que teve o seu refrão usado como hino nacional da República da Irlanda. A letra foi composta por Peadar Kearney, e a melodia pelo próprio Kearney com Patrick Heeney.